# Табулга
Табулга (рос. Табулга) — селище у Чистоозерному районі Новосибірської області Російської Федерації.
Входить до складу муніципального утворення Табулгінська сільрада. Населення становить 2570 осіб (2010).

## Історія
Згідно із законом від 2 червня 2004 року органом місцевого самоврядування є Табулгінська сільрада.

## Населення
| 1996 | 2002  | 2007  | 2010  |
| ---- | ----- | ----- | ----- |
| 1200 | ↗2464 | ↘1194 | ↗2570 |